# Châtel-Saint-Denis
Châtel-Saint-Denis é uma comuna da Suíça, no Cantão Friburgo, com cerca de 4.778 habitantes. Estende-se por uma área de 47,90 km², de densidade populacional de 100 hab/km². Confina com as seguintes comunas: Blonay (VD), Corsier-sur-Vevey (VD), Haut-Intyamon, Maracon (VD), Remaufens, Saint-Légier-La Chiésaz (VD), Semsales.
A língua oficial nesta comuna é o Francês.